# Каданов, Лео
Лео Филип Каданов (англ. Leo Philip Kadanoff — Лио Кейданов; 14 января 1937, Нью-Йорк — 26 октября 2015, Чикаго) — американский физик, лауреат Премии Вольфа в области физики (1980).

## Биография
Родился и вырос в Нью-Йорке в семье Абрама Кейданова (1909—1982) и Цили Кибрик (1906—1986).
Заслуженный профессор Чикагского университета, в 2007 году занимал должность президента Американского физического общества.
Наиболее известен своими достижениями в области статистической физики, физики твёрдого тела.
Создатель техники Каданова — Бейма, соавтор гипотезы подобия (критического скейлинга) Вайдома — Каданова — Паташинского — Покровского.
Жена — ревматолог Рут Дициан, четверо дочерей.

## Награды
Среди наград, полученных Лео Кадановым:
- Премия Оливера Бакли, 1977 — за достижения в области физики твердого тела[8].
- Премия Вольфа в области физики, 1980 — за пионерские разработки в общей теории критического поведения в переходах между различными термодинамическими фазами материи (совместно с М. Э. Фишером и К. Г. Вильсоном)[9].
- Медаль Эллиота Крессона (награда Института Франклина) в области физики, 1986[10].
- Медаль Больцмана, 1989 — за фундаментальный вклад в статистическую физику[11].
- Гранд-медаль Французской академии наук, 1998
- Премия Ларса Онсагера, 1999 — «За объемный и глубокий вклад в статистическую физику, в том числе за внедрение концепций универсальности и блочного спинового скейлинга — концепции, центральные в современном взгляде на критические явления»[12].
- Национальная научная медаль США, 1999[13].
- Медаль Лоренца, 2006 — за вклад в статистическую физику, в частности — в теорию фазовых переходов[14][15].
- Медаль Почёта Института Нильса Бора (2010)
- Медаль Исаака Ньютона (2011)[16]
- Медали Чикагского (1990), Гарвардского (1990), Тронхеймского (2004) университетов.

Каданов — член различных научных обществ, почетный доктор университетов.